# در پشتی سخت‌افزاری
درهای پشتی سخت‌افزاری، درهای پشتی در سخت‌افزار هستند، مانند کد داخل سخت‌افزار یا سفت‌افزار در تراشه‌های کامپیوتر. درهای پشتی ممکن است به‌طور مستقیم به عنوان تروجان‌های سخت‌افزاری (برنامه‌های نفوذی از نوع بدافزار) در مدارهای مجتمع اجرا شود.
درهای پشتی سخت‌افزاری برای تضعیف امنیت در کارت هوشمند و سایر پردازنده‌های رمزنگاری ساخته شده‌اند مگر اینکه سرمایه‌گذاری در روش‌های طراحی ضد درپشتی انجام شود. آنها همچنین برای هک شدن خودرو درنظر گرفته شده‌اند.

## شدت
درهای پشتی سخت‌افزاری بسیار مشکل ساز تلقی می‌شود زیرا:
1. نمی‌توان آن‌ها را با روش‌های معمولی مانند نرم‌افزار آنتی‌ویروس از بین برد.
2. می‌توانند انواع دیگر امنیت مانند رمزگذاری دیسک را دور بزنند.
3. می‌توان آن‌ها را در زمان تولید که کاربر در آن مرحله کنترل خاصی ندارد تزریق کرد.

## مثال‌ها
- در حدود سال ۲۰۰۸، FBI گزارش داده که ۳۵۰۰ مؤلفه تقلبی سیسکو در آمریکا کشف شده‌اند که برخی از آن‌ها راه خود را در امکانات نظامی و دولتی پیدا کردند.[۲]
- در سال ۲۰۱۱ جاناتان بروسارد اثبات از مفهوم در پشتی سخت‌افزاری به نام "Rakshasa" را نشان داد که می‌تواند توسط هر کسی که دسترسی فیزیکی به سخت‌افزار دارد نصب شود. این نرم‌افزار از coreboot استفاده می‌کند تا BIOS را با یک SeaBIOS و iPXE bootkit ساخته شده از ابزارهای منبع باز و مشروع، مجدداً flash کند و بدافزار را در هنگام بوت بیرون کشده و حذف کند.[۱]
- در سال ۲۰۱۲، سرگئی اسکوروبوگاتوف (از آزمایشگاه رایانه دانشگاه کمبریج) و وودز به‌طور بحث‌برانگیز اظهار داشتند که در یک دستگاه FPGA از نوع نظامی یک در پشتی پیدا کرده‌اند که می‌تواند برای دسترسی / اصلاح اطلاعات حساس مورد سوء استفاده قرار بگیرد.[۳][۴][۵] گفته شده‌است که این مسئله یک مسئله نرم‌افزاری بوده‌است و نه یک اقدام عمدی برای خرابکاری که هنوز نیاز تولیدکنندگان تجهیزات را برای روشن کردن اطمینان از عملکرد ریزتراشه‌ها روشن می‌کند.[۶][۷]
- در سال ۲۰۱۲، دو تلفن همراه که توسط سازنده دستگاه‌های چینی ZTE ساخته شده بودند یافت شد که برای دستیابی فوری به دسترسی ریشه از طریق گذرواژه‌ای که به سختی در نرم‌افزار کد شده دارای یک Backdoor بودند. این توسط محقق امنیتی دمیتری آلپروویچ تأیید شد.[۸]
- منابع آمریکایی انگشت ظن را به سخت‌افزار هواوی از حداقل سال ۲۰۱۲ نشان داده‌اند و احتمال وجود در پشتی در محصولات هواوی را نشان می‌دهند.[۹]
- در سال ۲۰۱۳ محققان به همراه دانشگاه ماساچوست، با وارد کردن ناخالصی‌های خاص در ساختار بلوری ترانزیستورها، راهی را برای شکستن مکانیسم‌های رمزنگاری داخلی CPU ابداع کردند تا ژنراتور عدد تصادفی اینتل را تغییر دهند.[۱۰]
- اسناد فاش شده از سال ۲۰۱۳ به بعد در طی افشای نظارت که توسط ادوارد اسنودن آغاز شده، نشان می‌دهد که واحد عملیات دسترسی Tailored (TAO) و سایر کارمندان NSA، سرورها، روترها و سایر تجهیزات شبکه‌ای را رهگیری کرده‌اند که برای نظارت بر سازمان‌های هدف، پیش از ارسال، روی آن‌ها، بدافزار نصب شده‌اند.[۱۱][۱۲] این ابزارها شامل سوء استفاده‌های BIOS سفارشی است که با نصب مجدد سیستم‌های عامل و کابل‌های USB با سخت‌افزار جاسوسی و فرستنده رادیویی بسته‌بندی شده در داخل نجات می‌یاد.[۱۳]
- در ژوئن سال ۲۰۱۶ گزارش شد که دانشکده مهندسی برق و علوم کامپیوتر دانشگاه میشیگان، یک درپشتی سخت‌افزاری ساخته‌است که از «مدارهای آنالوگ برای ایجاد حمله سخت‌افزاری» بهره می‌برد، به طوری که پس از اینکه خازن‌ها به اندازه کافی برق برای شارژ کامل گرفتند روشن می‌شود تا به حمله‌کننده دسترسی کامل به هر سیستم یا دستگاه - مانند رایانه شخصی - که شامل تراشه در پشتی است، بدهد. در مطالعه‌ای که برنده جایزه «بهترین مقاله» در سمپوزیوم IEEE دربارهٔ حریم خصوصی و امنیت شد، آنها همچنین خاطرنشان کردند که در پشتی سخت‌افزاری میکروسکوپی با استفاده از هر روش مدرن تجزیه و تحلیل امنیت سخت‌افزار گرفتار نمی‌شود و می‌تواند توسط یک کارمند کارخانه تراشه گذاشته شود.[۱۴][۱۵]
- در سپتامبر سال 2016 Skorobogatov نشان داد که چگونه او یک تراشه NAND را از آیفون 5C - سیستم ذخیره‌سازی اصلی حافظه مورد استفاده در بسیاری از دستگاه‌های اپل - حذف کرده و آن را کلون کرده‌است تا بتواند ترکیبات نادرست بیشتری را از آنچه که توسط پیشخوان مجاز است امتحان کند.[۱۶]
- در اکتبر سال ۲۰۱۸ بلومبرگ گزارش داد که حمله جاسوسان چینی با به خطر انداختن زنجیره تأمین فناوری آمریکا تقریباً به ۳۰ شرکت آمریکایی از جمله آمازون و اپل رسیده‌است.

## اقدامات متقابل
اسکوروبوگاتوف تکنیکی را تولید کرده‌است که قادر به تشخیص درج‌های مخرب درون تراشه است.
محققان دانشکده مهندسی دانشگاه تاندون دانشگاه نیویورک راهی را برای تأیید عملکرد تراشه با استفاده از محاسبات قابل تأیید ایجاد کرده‌اند که به موجب آن تراشه‌های «ساخته شده برای فروش» حاوی یک ماژول تأیید صحت تعبیه شده هستند که ثابت می‌کند محاسبات تراشه درست بوده و یک ماژول خارجی مرتبط ماژول تأیید تعبیه شده را تأیید می‌کند. تکنیک دیگری که توسط محققان دانشگاه کالج لندن (UCL) ایجاد شده‌است، به توزیع اعتماد بین تراشه‌های یکسان از زنجیره‌های تأمین توزیع متکی است. با فرض اینکه حداقل یکی از این تراشه‌ها صادقانه باقی بماند، امنیت دستگاه حفظ می‌شود.
محققان دانشگاه کالیفرنیای جنوبی گروه مهندسی برق و کامپیوتر مینگ هسیه و بخش علوم فوتونیک در موسسه Paul Scherrer یک تکنیک جدید به نام لامینوگرافی پرتونگاری Ptychographic توسعه داده‌اند. این روش تنها روش فعلی است که امکان بررسی طرح تراشه و طراحی را بدون تخریب یا برش تراشه امکان‌پذیر می‌سازد. همچنین این کار را در زمان کمتری نسبت به سایر روشهای فعلی انجام می‌دهد. آنتونی FJ Levi استاد مهندسی برق و کامپیوتر در دانشگاه کالیفرنیای جنوبی توضیح می‌دهد: "این تنها روش مهندسی معکوس غیر مخرب تراشه‌های الکترونیکی است: و نه فقط مهندسی معکوس بلکه اطمینان از تولید تراشه‌ها طبق طراحی. شما می‌توانید ریخته گری، جنبه‌های طراحی و اینکه چه کسی این طراحی را انجام داده‌است شناسایی کنید. مانند اثر انگشت است. " این روش در حال حاضر قادر به اسکن تراشه‌ها به صورت سه بعدی و بزرگنمایی بر روی بخش‌ها است و می‌تواند تراشه‌هایی را تا ۱۲ میلی‌متر با ۱۲ میلی‌متر در یک تراشه Apple A12 به راحتی جای دهد اما هنوز قادر به اسکن یک پردازنده گرافیکی کامل Nvidia Volta نیست. محققان می‌گویند: "نسخه‌های آینده از تکنیک لامینوگرافی می‌توانند فقط به ۲ نانومتر برسند یا زمان بازرسی با وضوح پایین از آن بخش ۳۰۰ در ۳۰۰ میکرومتر را به کمتر از یک ساعت کاهش دهند."

## برای مطالعهٔ بیشتر
- Krieg, Christian; Dabrowski, Adrian; Hobel, Heidelinde; Krombholz, Katharina; Weippl, Edgar (2013). Hardware malware. [S.l.]: Morgan & Claypool. ISBN 978-1-62705-252-8.